# Мартіна Гелльманн
Мартіна Гелльманн (нім. Martina Hellmann; нар. 12 грудня 1960, Лейпциг, Саксонія, Німецька Демократична Республіка) — німецька легкоатлетка, що спеціалізується на метанні диска, олімпійська чемпіонка 1988 року, дворазова чемпіонка світу.

## Кар'єра
| Рік                   | Змагання         | Місто                | Місце           | Примітки        |                 |
| Представник НДР       | Представник НДР  | Представник НДР      | Представник НДР | Представник НДР | Представник НДР |
| --------------------- | ---------------- | -------------------- | --------------- | --------------- | --------------- |
| 1983                  | Чемпіонат світу  | Гельсінкі, Фінляндія | 1               | 68.94 м         |                 |
| 1986                  | Чемпіонат Європи | Штутгарт, Німеччина  | 3               | 68.26 м         |                 |
| 1987                  | Чемпіонат світу  | Рим, Італія          | 1               | 71.62 м         |                 |
| 1988                  | Олімпійські ігри | Сеул, Південна Корея | 1               | 72.30 м         |                 |
| 1990                  | Чемпіонат Європи | Спліт, Югославія     | 3               | 66.66 м         |                 |
| Представник Німеччина |                  |                      |                 |                 |                 |
| 1991                  | Чемпіонат світу  | Токіо, Японія        | 4               | 67.14 м         |                 |
| 1992                  | Олімпійські ігри | Барселона, Іспанія   | 14 (кв.)        | 60.52 м         |                 |